# Skyggedanseren
Skyggedanseren er en roman skrevet af den dansk-kurdiske forfatterinde Sara Omar. 
Bogen udkom på Politikens Forlag i 2019 og har vundet boghandlernes pris De Gyldne Laurbær.
Skyggedanseren er en selvstændig opfølgning til Sara Omars debutroman Dødevaskeren. 

## Udgivelse
Skyggedanseren blev holdt hemmelig frem til få uger inden udgivelsen. Med ordene 'De lagde sig ud med den forkerte' blev det på forsiden af Politiken offentliggjort, at der kom en opfølger til Dødevaskeren.
Skyggedanseren udkom 26. november 2019, og samme dag stod Sara Omar frem i Jyllands-Posten og fortalte, at hun modtager trusler og risikerer sit liv ved at udkomme med endnu en bog.
Senere fortalte hun til Kristeligt Dagblad, at alt, hvad hun skriver om i sine romaner, er noget, som hun har oplevet finder sted. 
Skyggedanseren toppede i flere uger bestsellerlisterne hos Bog & Idé, Arnold Busck og Saxo, og på to måneder solgte romanen 50.000 eksemplarer. Da Bog & Idés skønlitterære bestsellerliste for første gang nogensinde udelukkende bestod af romaner af kvindelige forfattere, var det Skyggedanseren, der lå øverst på listen. 

### Anmeldelser
Da romanen blev anmeldt, kaldte Weekendavisen den 'et kampskrift om ultimativ undertrykkelse, rensende ild og aggressiv livsvilje'. Andre anmeldere fremhævede også romanen for dens skildring af børn og kvinders livsvilkår i patriarkalske samfund. Blandt andet skrev Berlingske, at 'Skyggedanseren er en roman, hvis sørgelige skæbner bevæger og ryster, og den er en roman, der sætter islam i perspektiv, på godt, men mest på ondt', mens Information konstaterede, at 'Sara Omar ved, hvor kniven skal stikkes ind, når hun udleverer de frommes hykleri'.

## Handling
Romanen handler om en piges ensomme kamp for at slippe ud af mørket fra sin barndom og søge frihed og et nyt liv i et fremmed land. Skyggedanseren begynder dels i Kurdistan i 1992 og dels i Danmark i 2007. 
I Kurdistan er hovedpersonen Frmesk stoppet med at tale og spise, men er begyndt at tegne voldsomme tegninger og lemlæste sine dukker. Hendes bedsteforældre, Gawhar og Darwésh, er bekymrede for hende og kæmper for at finde hendes livsglæde igen. Frmesk bliver af sin bedstemor sendt til koranundervisning i byens Store Moské hos hendes onkel Muhammad, uden at vide, hvad der venter hende i moskéen. Samtidig åbner Darwésh en hamam kun for kvinder, hvor de kan skabe et trygt rum i kampen mod kvindeundertrykkelse. 
15 år senere i Danmark tilbringer Frmesk så meget tid som muligt for sig selv på biblioteket. Når hun er hjemme, passer hun hus og sine søskende, mens hendes mor ser mellemøstlige tv-serier, og når hun er ude af huset, trodser hun sin far ved at gå uden tørklæde og skrive kritisk om kvinders rettigheder - hele tiden med fare for at udløse hans vrede. Forældrene er skilt, men hendes far kommer ofte i hjemmet hos moren og børnene, hvor han udøver kontrol med dem. Han ser kvinders digte som vulgære, og da han opdager, at Frmesk skriver hemmelige digte og trodser hans patriarkalske tilgang, eskalerer volden i hjemmet, og Frmesk ser ingen anden udvej end at søge friheden i endnu et fremmed land.
Nogle af de overordnede temaer i bogen er racisme, køns- og racediskrimination, integrationskonflikter, statsmagtsmisbrug og nærdødoplevelser. Romanen handler om den muslimske kvindes last i forhold til integration, og den går i rette med det europæiske svigt fra offentlige myndigheder. Den beskæftiger sig også med glædesægteskaber og tvangsægteskaber, herunder at blive gift i blodgift, skamgift eller vuggegift. I romanen bliver der udøvet social kontrol, der medfører blodhævn og skamhævn, hvor kvinder bliver objektificeret. Skyggedanseren rejser også kritik af overtro og religiøse ritualer, bl.a. dæmonuddrivelse, og sidst, men ikke mindst, behandler bogen forholdet mellem kvinder og i særdeleshed, når kvinder er kvinder værst. 

## Hæder
- Månedens læseoplevelse januar 2020 (Bog & Idé)[10]
- Månedens favoritforfatter januar 2020 (BOGhandleren)[11]
- De Gyldne Laurbær 2019 [1]
- Nomineret til Årets Bog 2019 (Horsens Posten)[12]